# NIPRNet
NIPRNet (Unclassified but Sensitive Internet Protocol Router Network) は、「取扱注意だが機密扱いではない」情報を内部の利用者間で交換したり、利用者にインターネットへの接続を提供するアメリカ軍のコンピュータネットワーク。"Non-classified IP Router Network" とも呼ばれている。
NIPRNet はアメリカ国防総省 (DOD) の所有する Internet Protocol ルーター群で構成されている。1980年代にMILNETを置き換える形で作られ、アメリカ国防情報システム局 (DISA) が管理している。国防総省が把握しないうちにどんどん拡張されてしまったため、全ルーターの所在をマッピングし、どう拡大していったのかを分析し、無許可の利用者を特定し、誰が密かにこのネットワークに参加したのかを調査するため、国防総省が1000万ドルを費やしている。この調査でセキュリティ上の弱点を探すことも視野に入れている。特にここ数年（2011年現在）、国防総省はネットワークセキュリティの強化に力を入れている。ペンタゴンは、2012年度予算で国防部門内のネットワークセキュリティの強化とアメリカ合衆国国土安全保障省のセキュリティ部門との連携強化のために23億ドルを要求した。
SIPRNetとNIPRNetは、口語では「シッパーネット」と「ニッパーネット」のように発音されている。